# Госперс (Айова)
Госперс (англ. Hospers) — місто (англ. city) в США, в окрузі Сіу штату Айова. Населення — 718 осіб (2020).

## Географія
Госперс розташований за координатами 43°4′26″ пн. ш. 95°54′12″ зх. д. / 43.07389° пн. ш. 95.90333° зх. д. (43.073813, -95.903234).  За даними Бюро перепису населення США в 2010 році місто мало площу 1,25 км², уся площа — суходіл.

## Демографія
Згідно з переписом 2010 року, у місті мешкало 698 осіб у 278 домогосподарствах у складі 190 родин. Густота населення становила 557 осіб/км².  Було 300 помешкань (240/км²).
Расовий склад населення:
| - 97,4 % — білих - 0,9 % — чорних або афроамериканців - 0,4 % — азіатів - 0,3 % — корінних американців |

До двох чи більше рас належало 0,9 %. Частка іспаномовних становила 2,1 % від усіх жителів.
За віковим діапазоном населення розподілялося таким чином: 26,1 % — особи молодші 18 років, 56,0 % — особи у віці 18—64 років, 17,9 % — особи у віці 65 років та старші. Медіана віку мешканця становила 37,0 року. На 100 осіб жіночої статі у місті припадало 99,4 чоловіків;  на 100 жінок у віці від 18 років та старших — 97,7 чоловіків також старших 18 років.
Середній дохід на одне домашнє господарство  становив 61 939 доларів США (медіана — 54 500), а середній дохід на одну сім'ю — 67 707 доларів (медіана — 63 333). За межею бідності перебувало 5,4 % осіб, у тому числі 3,7 % дітей у віці до 18 років та 7,9 % осіб у віці 65 років та старших.
Цивільне працевлаштоване населення становило 405 осіб. Основні галузі зайнятості: виробництво — 33,3 %, освіта, охорона здоров'я та соціальна допомога — 18,3 %, роздрібна торгівля — 12,1 %, будівництво — 10,9 %.